# Каменноугольный кокс
Кокс каменноу́гольный (от нем. Koks и англ. coke) — твёрдый пористый продукт серого цвета, получаемый путём коксования каменного угля при температурах 950—1100 °С без доступа кислорода в течение 14—18 часов.
Каменноугольный кокс является наиболее распространённым твёрдым топливом, использующимся в доменных печах для выплавки чугуна и других шахтных печах.

## История
Начиная с железного века, основным видом твёрдого топлива, использовавшимся для производства металла в сыродутных горнах, а затем в домницах и доменных печах был древесный уголь. В XVI—XVIII веках в Европе обострилась проблема истощения лесов, в связи с чем начали проводиться опытные доменные плавки с использованием каменного угля. Все они были безуспешными. В результате экспериментов Абрахама Дарби I по созданию искусственного топлива в XVIII веке был открыт каменноугольный кокс. Первая доменная плавка на каменноугольном коксе была осуществлена в Великобритании его сыном Абрахамом Дарби II в 1735 году.
К середине XX века каменноугольный кокс стал единственным видом топлива для выплавки чугуна в больших доменных печах.

## Состав и физические свойства
Состав:
| Элемент    | Содержание, % |
| ---------- | ------------- |
| С          | 96—98         |
| Н, S, N, O | Остальное     |

Физические свойства:
| Параметр                                                            | Значение     | Единица измерения |
| ------------------------------------------------------------------- | ------------ | ----------------- |
| Пористость                                                          | 49—53        | %                 |
| Истинная плотность                                                  | 1,80—1,95    | г/см³             |
| Кажущаяся плотность                                                 | ≈1           | г/см³             |
| Насыпная масса                                                      | 400—500      | кг/м³             |
| Зольность                                                           | 9—12         | %                 |
| Выход летучих веществ                                               | 1            | %                 |
| Влажность при тушении водой                                         | 2—4          | %                 |
| Влажность при тушении инертным газом                                | Не более 0,5 | %                 |
| Предел прочности при сжатии                                         | 15—25        | МПа               |
| Предел прочности при срезе (характеризует устойчивость к истиранию) | 6—12         | МПа               |
| Теплота сгорания                                                    | 29—30        | МДж/кг            |

## Процесс коксования
Различают следующие последовательные стадии коксования каменного угля:
- Сушка угля при температуре до 100—120 °С.
- Нагрев угля до 300—350 °С.
- Размягчение и плавление угля при температуре 350—500 °С.
- Затвердевание расплава и образование полукокса при температуре 500—600 °С
- Прокаливание кокса при температуре 600—1100 °С в течение нескольких часов. На этом этапе из шихты удаляются все летучие вещества, аморфный углерод превращается в кристаллический графит. В ходе этой перекристаллизации и спекания вещества кокса его прочность и твёрдость увеличиваются в 30—40 раз[5].

Коксование угля производят в коксовых печах, представляющих собой камеру высотой 4—6 м, длиной 12—15 м и шириной не более 0,5 м. Для сокращения потерь тепла печи, как правило, объединяют по 40—70 в коксовые батареи.

## Физико-химические свойства
Выше 900 °C легко восстанавливает СО2 (С + СО2 = 2СО); при 1000 °C скорость процесса (стандартная реакционная способность кокса) в расчете на 1 г кокса 0,1—0,2 мл СО2 за 1 с, энергия активации 140—200 кДж/моль. Скорость взаимодействия с О2 (С +О2 = СО2), или горючесть кокса, значительно выше, чем с СО2, и составляет при 500 °C около 0,1 мл О2 за 1 с, энергия активации 100—140 кДж/моль.
Физико-химические свойства кокса каменноугольного определяются его структурой, приближающейся к гексагональной слоистой структуре графита. Структура кокса характеризуется неполной упорядоченностью: отдельные фрагменты (слои), связанные Ван-дер-Ваальсовыми силами, статистически занимают несколько возможных положений (например, накладываются один на другой). Наряду с атомами углерода в пространственной решетке кокса, особенно в её периферийной части, могут располагаться гетероатомы (S, N, O).
Строение и свойства кокса каменноугольного зависят от состава угольной шихты, конечной температуры и скорости нагрева коксуемой массы. С увеличением содержания в шихте газовых и др. углей, характеризующихся малой степенью метаморфизма, понижением конечной температуры коксования и уменьшением выдержки при этой температуре, реакционная способность и горючесть получаемого кокса возрастает. При увеличении содержания газовых углей в шихте прочность и средняя крупность кусков кокса уменьшаются, а пористость его возрастает. Повышение конечной температуры коксования способствует увеличению прочности кокса каменноугольного, особенно к истиранию. При удлинении периода коксования и снижении скорости нагрева коксуемой массы средняя крупность кусков кокса увеличивается.

## Применение
Каменноугольный кокс применяют для выплавки чугуна (доменный кокс) как высококачественное бездымное топливо, восстановитель железной руды, разрыхлитель шихтовых материалов. Кокс используют также как ваграночное топливо в литейном производстве (литейный кокс), для бытовых целей (бытовой кокс), в химической и ферросплавной отраслях промышленности (специальные виды кокса).
Доменный кокс должен иметь размеры кусков не менее 25—40 мм при ограниченном содержании кусков менее 25 мм (не более 3 %) и более 80 мм. В нижней части доменной печи кокс является единственным шихтовым материалом, находящимся в твёрдом состоянии, выполняя роль пористой коксовой насадки. Каменноугольный кокс является наиболее распространённым твёрдым топливом, использующимся в доменных печах для выплавки чугуна и других шахтных печах.
Литейный кокс по размерам кусков крупнее доменного; наиболее пригоден продукт, в котором присутствуют куски менее 60—80 мм. Главное отличие литейного кокса от доменного — малое содержание серы, которое не должно превышать 1 % (в доменном коксе до 2 %). В промышленности ферросплавов используют мелкий кокс (например, фракцию 10—25 мм), при этом в отличие от доменного и литейного производств предпочитают применять продукт с большой реакционной способностью. Требования по прочности к бытовому коксу менее жесткие, чем к доменному и литейному. Во всех производствах лучшее сырье — наиболее прочный малозольный и малосернистый кокс, содержащий небольшое количество мелких фракций. Современное мировое производство кокса каменноугольного составляет около 550—650 млн т/год. От 60 до 70 % мирового производства осуществляется в КНР.

## Коксующийся уголь

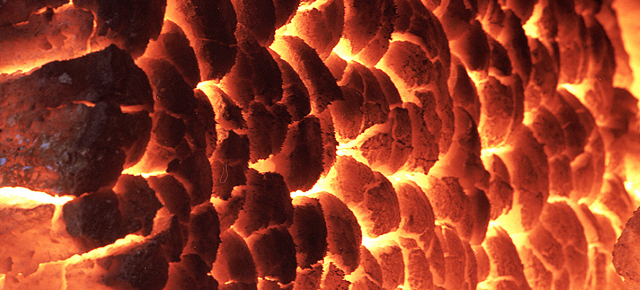
Каменноугольный кокс после извлечения из печи

В отличие от других типов каменных углей, коксующиеся угли при нагревании без доступа воздуха становятся пластичными и подвергаются спеканию.
Коксующиеся угли имеют зольность менее 10 % и относительно низкое содержание серы (менее 3,5 %), выход летучих веществ (Vdaf) составляет 15—37 %. По способности к коксообразованию коксующиеся угли подразделяются на 5 категорий — коксовые, жирные, отощённые коксовые, газовые и слабоспекающиеся. В стандартах СССР к коксующимся углям относили угли марок Г, ГЖ, Ж, КЖ, К, К2, OC и CC.
Коксующиеся угли добываются в СНГ (Донецкий, Печорский, Кизеловский, Кузнецкий, Карагандинский, Южно-Якутский, Тунгусский и другие бассейны), США (Аппалачский, Западный, Юинта, Грин-Ривер и др.), Великобритании (Нортамберлендский, Южно-Уэльский, Ланкаширский и Йоркширский бассейны), Германии (Нижнерейнско-Вестфальский, или Рурский, Нижневестфальский), Польше (Верхне- и Нижнесилезский, Люблинский), Бельгии (Льежский), Индии (Бокаро, Ранигандж, Джхария), Канаде (Альберта), Австралии (Боуэн, Новый Южный Уэльс), Китае (Шаньси, Датун), Монголии (Таван-Толгой), Чехии (Остравско-Карвинский и Трутновский).
Около 10 % каменного угля подвергается коксованию.
Основное отличие коксового угля от энергетического — наличие в коксующемся угле витрена (от лат. vitrum — стекло). Особенностью витрена является то, что при высокой температуре он способен плавиться и обретает свойство спекания (склеивания) микрочастиц угля в плотную массу — кокс. Чем больше в угле витрена, тем выше его качество коксования.